# Jason Spice
Pas d'image ? Cliquez ici

a Compétitions nationales et continentales officielles uniquement.

Dernière mise à jour le 27 août 2018.
Jason Spice, né le 7 décembre 1974 à Matamata (Nouvelle-Zélande), un joueur de rugby à XV néo-zélandais évoluant au poste de demi de mêlée.

## Carrière

### En club et province
Après un avoir fait l'essentiel de sa carrière avec les Hurricanes, il effectue deux saisons au Pays de Galles avec les Ospreys avec qui il remporte la Celtic League en 2005. Puis il retourne en Nouvelle-Zélande pour disputer le National Provincial Championship avec Wellington avant de revenir jouer la fin de la Celtic League avec les Ospreys qu'il remporte pour la seconde fois. À la fin de la saison, il rejoint les Cardiff Blues pour deux ans avant de signer en 2009 avec le club anglais de Bristol qui vient d'être relégué en Guinness Championship. Il est libéré en cours de saison, après les difficultés financières du club, et effectue quelques courtes piges avec Leicester et Newcastle, avant d'arrêter sa carrière de joueur en 2011 et de rentrer en Nouvelle-Zélande.

### Carrière internationale
Il est appelé une fois pour jouer avec l'équipe de Nouvelle-Zélande en juillet 2001, mais il n'est que remplaçant et ne rentre pas sur le terrain au cours du match. 

## Palmarès
- Vainqueur de la Celtic League en 2005 et 2007
- Vainqueur de la Coupe anglo-galloise en 2009
- Finaliste du Super 12 en 1998